# One Love Manchester
One Love Manchester — koncert charytatywny, a zarazem brytyjski program specjalny zorganizowany przez amerykańską wokalistkę, autorkę tekstów piosenek i aktorkę, Arianę Grande w odpowiedzi na zamach terrorystyczny na arenie miasta Manchester po jej koncercie mającym miejsce dwa tygodnie wcześniej. Wydarzenie odbyło się w niedzielę, 4 czerwca 2017 roku na stadionie Old Trafford Cricket Ground, który wypełnił tego dnia ponad 55 tys. ludzi, a także było emitowane w stacji BBC One z komentarzem od Sary Cox oraz Ore Oduby. Koncert obfitował w występy siedemnastu artystów, takich jak Marcus Mumford, Take That, Robbie Williams, Pharrell Williams, Miley Cyrus, Niall Horan, Little Mix, Victoria Monét, The Black Eyed Peas, Mac Miller, Justin Bieber, Coldplay, czy Liam Gallagher.
Zbiórką funduszy na pomoc rodzinom poszkodowanym w ataku zajmował się Brytyjski Czerwony Krzyż. Jeszcze w dniach poprzedzających show fundacji udało się zebrać masywną kwotę pieniędzy, a przelewy przychodziły z całego świata. Ostatecznie, w serwisie Twitter dodano informację o zebranych 7,3 milionach funtów. W wyniku samego One Love Manchester zebrano dodatkowe 2 miliony funtów. Łącznie kwota, którą zebrano na koncercie pod przewodnictwem Grande to 10 mln funtów. Pomimo stref czasowych, widowisko miało swoją emisję w ponad pięćdziesięciu krajach, w tym również w Polsce w radiu RMF FM, oraz platformach, tj. Facebook, czy YouTube.
New York Magazine okrzyknął koncert jednym z najlepszych w 2017 roku.

## Tło
W poniedziałek, 22 maja 2017 tuż po zakończeniu koncertu Ariany Grande w ramach jej drugiej, światowej trasy, zwanej Dangerous Woman Tour w Manchester Arena doszło do wybuchu bomby w okolicach jej wejścia. Ostatecznie spowodowało to śmierć ponad 23 osób, w tym również dwóch Polaków, a więcej niż 500 z nich zostały ranne. Głównie ofiarami byli fani Grande, oraz ich rodzice.
Przed porankiem artystka dodała wpis na Twitterze:

jestem załamana. z całego, mojego serca, bardzo, bardzo przepraszam. brak mi słów.

W kilkanaście godzin stał się on najbardziej lubianym postem na tejże platformie. Dzień późnej wokalistka odwołała siedem koncertów, z których dwa miały się odbyć w Łodzi, czy też w Londynie. Wróciła też do swojego domu rodzinnego w Boca Raton na Florydzie. W piątek, 26 maja oznajmiła ona o prowadzeniu koncertu charytatywnego w jednym ze stadionów Manchesteru dla ofiar ataku.

## Przed głównym wydarzeniem
Oficjalny zakup biletów na One Love Manchester rozpoczął się 1 czerwca 2017 roku, po czym niespodziewanie zakończył się po sześciu minutach szybkiej sprzedaży. Osoby, które pojawiły się jeszcze 22 maja na występie Grande mogły wejść bez żadnej zapłaty. Metrolink zaoferował wcześniej darmowy wyjazd dla ludzi pochodzących z widowni od przystanku tramwajowego Old Trafford na stadion. Uber także ujawnił, że zapłaty pasażerów jadących na i z koncertu zostaną przeznaczone na cel charytatywny.
Po ataku w Londynie, który miał miejsce dzień przed show, formacja policyjna Greater Manchester Police oznajmiła, że ochrona będzie bardziej szczelna niż planowano, a także zakazano przynoszenia różnych bagaży dla bezpieczeństwa.

## Główne wydarzenie
Jeszcze przed otworzeniem koncertu przez Marcusa Mumforda z jego prośbą nastała minuta ciszy na cześć ofiar zabitych w Manchesterze, oraz Londynie.
Po zakończeniu pierwszego występu Grande, na ekranie pojawił się amerykański wokalista, Stevie Wonder, który wykonał utwór ze swojego osiemnastego albumu studyjnego, "Love's in Need of Love Today". Tuż po występie Imogen Heap, puszczono specjalny film, w którym jeden ze znanych piłkarzy pochodzących z Manchesteru, David Beckham zarecytował poezję zadedykowaną miastu. Jeszcze później telebim ukazał video takich celebrytów i artystów, jak Halsey, Bastille, Anne-Marie, Demi Lovato, Jennifer Hudson, Blossoms, Chance the Rapper, Camila Cabello, The Chainsmokers, DJ Khaled, Little Mix, Circa Waves, Kendall Jenner, Clean Bandit, Dua Lipa, Sean Paul, Nick Grimshaw, Kings of Leon, Sam Smith, Rita Ora, Shawn Mendes, Twenty One Pilots, Paul McCartney, U2, oraz drużyny piłkarskie Manchester United i Manchester City, którzy deklarowali swoją solidarność i okazali miłość dla Manchesteru.
Prawie przed zakończeniem koncertu, na scenie pojawił się Liam Gallagher. Wcześniej chciał on wystąpić podczas wydarzenia, jednakże przeszkodził mu to konflikt z festiwalem Rock im Park w Niemczech, gdzie z tego kraju wyleciał prosto do Wielkiej Brytanii. Miał też wystąpić na festiwalu dwa dni wcześniej, ale jego reszta została odwołana wraz ze wszystkimi planami ze względu na podejrzenia terrorystyczne.
Na One Love Manchester miał też ukazać się Usher, aczkolwiek pojawił się on w klipie wysyłając życzenia dla ofiar zamachu.